# إبراهام نيومان
إبراهام نيومان (بالبولندية: Abraham Neumann)‏ هو رسام بولندي، ولد في 6 فبراير 1873 في Sierpc ‏ في بولندا، وتوفي في 4 يونيو 1942 في حي اليهود كراكوف ‏ في بولندا.